# Kosmuljina grizlica
Kosmuljina grizlica (znanstveno ime Nematus ribesii) je vrsta grizlic iz družine listaric, ki je razširjena tudi v Sloveniji, njene pagosenice pa so škodljivec na kosmuljah in ribezu.